# 大羅克山
45°15′56″N 06°41′17″E / 45.26556°N 6.68806°E
大羅克山（法語：Grand Roc），是法國的山峰，位於該國東北部奧文尼-隆-阿爾卑斯大區，由薩瓦省負責管轄，屬於瓦努瓦斯山的一部分，海拔高度3,316米。